# Botris
|  | Aquest article tracta sobre la ciutat de Fenícia. Vegeu-ne altres significats a «Botris (desambiguació)». |

Botris o Botrus fou una ciutat de Fenícia a uns 20 km al nord de Biblos, fortalesa de les tribus de les muntanyes del Líban. Fou fundada per Etbaal I, rei de Tir i conquerida junt amb altres ciutats pel rei selèucida Antíoc III el Gran durant la seva campanya a Fenícia. Avui dia es diu Bátrun i és de població maronita.